# Polystichum copelandii
Polystichum copelandii är en träjonväxtart som beskrevs av Christ. Polystichum copelandii ingår i släktet Polystichum och familjen Dryopteridaceae. Inga underarter finns listade.